# Cochiscuatitla
Cochiscuatitla är en ort i Mexiko.   Den ligger i kommunen Huejutla de Reyes och delstaten Hidalgo, i den sydöstra delen av landet, 210 km norr om huvudstaden Mexico City. Cochiscuatitla ligger 199 meter över havet och antalet invånare är 504.
Terrängen runt Cochiscuatitla är varierad. Runt Cochiscuatitla är det ganska tätbefolkat, med 248 invånare per kvadratkilometer. Närmaste större samhälle är Huejutla de Reyes, 15,4 km sydost om Cochiscuatitla. Omgivningarna runt Cochiscuatitla är en mosaik av jordbruksmark och naturlig växtlighet.